# Martins (cantor)
Martins, pseudônimo de Thiago Emanoel Martins do Nascimento (Recife, 25 de agosto de 1990), é um cantor, intérprete e compositor brasileiro.

## Carreira Musical
A trajetória musical de Martins teve inicio nas tradições folcórica, tendo influencia dos repentistas, da poesia e da viola regional. Aos dezoito anos de idade começou a tocar Rabeca. Como cantor e compositor, Martins foi uma das revelações do chamado Coletivo Reverbo;  que é um grupo de cantautores e cantautoras entre 20 e 40 anos de idade, vindos das diversas microrregiões de Pernambuco.
Antes de lançar-se em carreira solo, Martins participou de bandas e grupos musicais. Atuou como rabequista na banda Sagarana. também estava como integrante da banda forrozeira Forró na Caixa, em 2015.  Em 2016 fez parte do lançamento de Circular Movimento, o primeiro álbum de rock da Banda Marsa que foi realizado através da premiação obtida, em 2015, no Festival Pré-AMP, organizado pela Articulação Musical Pernambucana.
Em 2019, marca sua trajetória em carreira solo com o álbum titulo Martins, lançamento este que contou com onze faixas compostas com suas próprias músicas autorais; com o qual foi considerado uma das voz emergentes do Recife e ganhou maior visibilidade no mercado musical do país.
Em 2022, lança "Almério e Martins ao Vivo no Parque". O álbum, gravado ao vivo numa apresentação no Teatro do Parque (Recife) em 2021, conta com a participação do também pernambucano Almério, de quem Martins é amigo e com quem ele acabou desenvolvendo uma parceria que inclui apresentações em diversas cidades pelo Brasil. Tal parceria gerou inclusive uma apresentação no Rock in Rio em 2024.
Em 2023 lançou o seu segundo álbum, com o título Interessante e obsceno, e que teve um texto de apresentação assinado pela Zélia Duncan. O trabalho acabou recebendo boa aceitação da crítica musical especializada tais como Augusto Diniz e Mauro Ferreira.
A composição “Jardim da Fantasia” esteve entre as dez músicas mais tocadas em rádio no Brasil no mês de maio de 2024. Tal canção, composta por Paulinho Pedra Azul, foi regravada por Martins e inserida na trilha sonora do reboot  da novela Renascer, da Rede Globo, fato este que deu maior visibilidade nacional ao trabalho de Martins, agora atuando como intérprete. Ainda interpretaria a canção Na paz, composta por Orlando Morais.
Como compositor, Martins já teve suas composições gravadas por artistas musicais de renome, tais como Daniela Mercury, Simone ("A Gente Se Aproveita"), Margareth Menezes, e Ney Matogrosso.

## Discografia

### Álbums
- 2019 - Martins
- 2022 - Almério e Martins ao Vivo no Parque (com Almério)
- 2023 - Interessante e Obsceno

### Singles
- 2021 - Você Quer Ficar Comigo Na Minha Rede?
- 2022:
  - Carta
  - Tá Tudo Bem (com Dani-Vie)
  - Passa
- 2023:
  - Energia (com Orquestra Frevo do Mundo)
  - Arrepia
  - Tua Voz
- 2024:
  - Jardim da Fantasia
  - Na Paz
  - Suma (com Almério)